# Ubisoft Connect
Ubisoft Connect (anteriormente Uplay) es un servicio de distribución digital, administración de derechos digitales, multijugador y comunicaciones desarrollado por Ubisoft para proporcionar logros/trofeos, crear amistades y una gestión en general de los juegos exclusivos de Ubisoft.

## Características
Ubisoft Connect es una combinación de un sistema de recompensas gratuito (anteriormente Ubisoft Club) y un sistema de perfil en línea para los jugadores de los juegos de Ubisoft. Mientras juegan a los juegos de Ubisoft, los jugadores pueden completar logros/trofeos mientras ganan puntos para su perfil que pueden canjear por contenido gratuito en los juegos y servicios de Ubisoft.
Ubisoft Connect en Windows también sirve como herramienta de distribución digital. Los jugadores pueden comprar juegos de Ubisoft a través de su tienda y gestionar las descargas y actualizaciones de los juegos. Ubisoft Connect también mantiene la gestión de derechos digitales para los juegos de Ubisoft, y es necesario ejecutarlo para cualquier juego de Ubisoft, incluso si el juego se compra en una plataforma diferente.
Un servicio de suscripción opcional, Ubisoft+ (antes Uplay+), permite a los suscriptores tener acceso a toda la biblioteca de juegos de Ubisoft, así como acceso inmediato a sus juegos más recientes y a las pruebas beta cerradas de sus próximos juegos.
Ubisoft Connect sirve como una combinación de un sistema de recompensas gratuito (anteriormente llamado Ubisoft Club) y un sistema de perfil en línea para los jugadores de los juegos de Ubisoft. Mientras juegan juegos de Ubisoft, los jugadores pueden completar logros/trofeos en el juego mientras ganan puntos para su perfil. Luego, pueden canjear estos puntos por contenido en muchos juegos de Ubisoft, generalmente como artículos cosméticos que, de lo contrario, se pueden comprar a través de microtransacciones. Los jugadores también pueden agregar a sus amigos y estar conectados con ellos en tiempo real, incluso a través de mensajes, lo que se usará en varios juegos para ayudar con el emparejamiento, vincularlos con ciertas características y mejorar su experiencia en general.

## Historia
El sistema de recompensas Uplay se introdujo por primera vez con el lanzamiento de Assassin's Creed II el 17 de noviembre de 2009. El sistema de recompensas de Uplay permitía a los jugadores conectarse con otros jugadores y obtener recompensas basadas en logros (llamados "Acciones") en los juegos habilitados para Uplay, y el director general de Ubisoft, Yves Guillemot, declaró que "cuanto más juegues más bienes gratuitos podrás tener".
En Microsoft Windows, Ubisoft había ofrecido su Ubisoft Game Launcher para gestionar las descargas y la actualización de sus juegos. El 3 de julio de 2012 se introdujo la plataforma Uplay para sustituir al Launcher, incorporando sus características, así como la gestión de las recompensas de Uplay y un administrador digital para los juegos de Ubisoft.
Algunos juegos de Ubisoft requerían un pase online conocido como "Uplay Passport" para acceder al contenido online y multijugador. En octubre de 2013, Ubisoft anunció que dejaría de utilizar los pases online en futuros juegos, e hizo que el Uplay Passport de Assassin's Creed IV: Black Flag estuviera disponible sin coste alguno a partir de ese momento.
En octubre de 2015 se introdujo el Ubisoft Club, que trasladó la mayoría de las facetas del sistema de recompensas de UPlay a este programa, además de añadir más formas de que los jugadores ganen puntos para obtener recompensas jugando a los juegos de Ubisoft.
Uplay+, un servicio de suscripción mensual que da al suscriptor acceso completo a más de 100 juegos del catálogo de Ubisoft, incluido el acceso inmediato a nuevos juegos y pruebas cerradas, se presentó durante el E3 2019. Uplay+ se lanzó el 3 de septiembre de 2019, con una expansión completa a principios de 2020. El servicio se ofreció tanto a través de la tienda Uplay, y también para los usuarios de Stadia.
En octubre de 2020, Uplay y el Ubisoft Club se fusionaron en Ubisoft Connect, que ofrecería las mismas características, pero también permitiría que los juegos actuales y futuros de Ubisoft soportasen el cross-play entre plataformas, así como la compatibilidad con las plataformas de juego en la nube, incluyendo Stadia y Luna. Sin embargo, Ubisoft ha dicho que varios de los juegos más antiguos de la biblioteca de Uplay no pasarán a ser compatibles con las funciones de Ubisoft Connect, por lo que han desbloqueado todas las recompensas de Uplay asociadas a estos juegos para todos los usuarios. Como parte de la transición de Uplay a Ubisoft Connect, el servicio Uplay+ pasó a llamarse "Ubisoft+" en octubre de 2020.

## Recepción
La recepción de los críticos y el público cuando Uplay fue lanzado fue muchas veces negativa, aunque posteriormente, y debido a mejoras, la recepción mejoró considerablemente. John Walker, escribiendo para Rock, Paper, Shotgun, lo llamó un "desastre técnico" a raíz de un colapso del servidor en torno al lanzamiento de Far Cry 3. Kyle Orland, de Ars Technica, describe un historial de errores técnicos y problemas relacionados con su DRM. Patrick Klepek, escribiendo para Giant Bomb, criticó el mismo punto, diciendo que el deseo de Ubisoft de ejecutar su propio servicio de administración y distribución digital no ofrecía tantos beneficios reales para los consumidores. Resumiendo la opinión popular sobre el servicio, Brenna Hillier de VG247 dijo que "Uplay es uno de los sistemas de DRM de PC que tuvo el peor estado en su lanzamiento, pero todos tus fervientes deseos de que muriera no han tenido éxito, de hecho, ha ido mejorando cada vez más y más y adquiriendo más popularidad".